# Marina Frapa
Die Marina Frapa ist eine Marina in Mitteldalmatien (Kroatien). Sie liegt in der großen Bucht von Rogoznica zwischen Split und Šibenik.
Für den Hauptteil der Marina mit Geschäften und Gästezimmern wurde extra eine künstliche Insel angelegt. Da die gesamte Marina erst vor wenigen Jahren fertiggestellt wurde, zählt sie zu den modernsten Kroatiens. Sie bietet u. a. Tennisplätze, einen Fitnessraum, Indoor- und Outdoorpool, einen Nachtclub sowie moderne Zimmer. Eine weitere Attraktion ist die direkte Nähe zum touristisch gut besuchten Drachenaugensee.
Der Name „Frapa“ ist eine Abkürzung des Namens des Besitzers der Marina, Frane Pašelić.